# 大旺堆
大旺堆（1931年—），男，藏族，西藏贡嘎人，中国话剧演员。曾任中国戏剧家协会常务理事。代表作有电影《农奴》。